# Mariage d'enfants au Rajasthan
Au Rajasthan, État du nord-ouest de l'Inde, existe une coutume de donner en mariage de très jeunes enfants. Lors de l'Akha Teej, la fête des moissons, au début du mois de mai, ont lieu des mariages collectifs de jeunes filles avec des garçons légèrement plus âgés. Parfois, aussi, c'est un homme d'âge mûr qui reçoit une épouse encore impubère. Selon l'Unicef, une faible mais significative proportion concerne des fillettes de moins de dix ans, voire des enfants de 2 ou 3 ans. Ces pratiques sont interdites depuis le vote de la loi Child Marriage Restraint Act en 1929, qui place l'âge minimum du mariage à 21 ans pour les hommes et 18 ans pour les femmes. La pratique du mariage précoce est cependant connue dans plusieurs régions rurales indiennes. Dans les grandes villes, l'opinion dénonce ces coutumes[réf. nécessaire].
Ces mariages reposent notamment sur des arrangements financiers. D'une part, ces mariages précoces permettent aux familles d'organiser les héritages. D'autre part, en échange du don de l'épouse, appelée kanyâdan, ses parents reçoivent une offrande en argent et en nature versée par les parents du petit garçon. Les jeunes mariés vont toutefois être séparés tant que la fillette n'a pas atteint l'âge de la puberté : alors seulement ils pourront habiter ensemble dans la famille du garçon. En 1990, on estimait entre vingt mille et cinquante mille le nombre de mariages clandestins célébrés au Rajasthan. Pour l'Inde entière, le chiffre serait de cent mille.

## Sources
- (en) Taisha Abraham, Women and the politics of violence, New Delhi : Shakti Books, 2002.  (ISBN 9788124108475)
- (en) Swaroop Rani Dubey et Bhagwant Rao Dubey, « Child Marriage in Rajasthan » dans DEVELOPMENT -ROME- 42, no. 1, (1999) (OCLC 204373744)
- (en) Alastair Lawson, « Child marriages targeted in India », BBC News, 24 octobre, 2001
- (en) Kanchan Mathur, Countering gender violence : initiatives towards collective action in Rajasthan, New Delhi ; Thousand Oaks, Calif. : Sage Publications, 2004.  (ISBN 9780761932444)
- (en) Rajeswari Sunder Rajan, The scandal of the state : women, law, citizenship in postcolonial India, Durham ; Duke University Press, 2003.  (ISBN 9780822330356)